# Федерация регби Узбекистана
Федерация регби Узбекистана является руководящим органом регби в Узбекистане. Федерация регби Узбекистана была основана в 2002 году, с целью развивать регби в Республике Узбекистан, став полноправным членом Asia Rugby (Азиатский союз регби) и полноправным членом World Rugby (бывший IRB).
Национальный чемпионат Узбекистана по регби-7 регулярно проводится среди мужских и женских команд. С 2011 года впервые за 20 лет стартовал регулярный национальный чемпионат по регби среди мужских команд, в котором приняли участие шесть команд.